# Alucard (Hellsing)
Alucard (アーカード?, Ākādo) è il protagonista della serie manga e anime Hellsing, scritto e disegnato dal mangaka Kōta Hirano. Si tratta del conte Dracula in persona (il nome di Alucard è Dracula scritto al contrario), sopravvissuto alla fine degli eventi raccontati nel Dracula di Bram Stoker e divenuto alleato della famiglia Hellsing, della quale esegue gli ordini. Lui e la sua allieva, la giovane e bellissima vampira Seras Victoria, sono sotto il controllo di Integra Hellsing.
Presente sia nella serie TV sia nell'OAV, è il guerriero più potente dell'Organizzazione Hellsing, che ha il compito di combattere ed eliminare vampiri e altre creature soprannaturali. Alucard non è un vampiro qualunque, bensì è il vampiro, nonché l'entità più potente di tutta la serie, anche prima di ottenere l'onnipresenza alla fine del manga. È un antieroe nel vero senso della parola, essendo spietato e temuto con i suoi nemici, che uccide dopo averli disarmati, terrorizzati ed umiliati, non prima però di aver dato loro più di un'occasione per batterlo. Si è dedicato a servire la sua padrona Integra ed era amico del maggiordomo degli Hellsing, Walter C. Dornez. Prova anche un grande affetto per la sua draculina Seras Victoria.

## Aspetto
Il suo invecchiamento, come per ogni vero vampiro, si è fermato secoli addietro, facendolo apparire come un uomo sui  trent'anni d'età. Ha i capelli corvini, la cui lunghezza varia da corti a lunghi fino al ginocchio. La frangia, in lieve calo sugli occhi, incornicia il suo volto da un lato. I suoi occhi sono rosso sangue, affusolati come quelli di un gatto, e si accendono di una demoniaca luce rosso fiamma quando non indossa gli occhiali o quando prova un'emozione forte, come rabbia o gioia. Possiede un fisico snello e muscoloso, è alto 198 centimetri e pesa 83 chili. Il suo tipico abbigliamento, che ricorda il classico stile vittoriano, è composto principalmente da pantaloni e giacca neri, stivali da equitazione in pelle, una cravatta rossa annodata a mo' di fiocco e un cappotto rosso (simile agli spolverini spesso associati ai cowboy) con mantella (all'inizio del manga è stato un full-length trench). Indossa anche un cappello rosso dalla tesa larga e leggermente afflosciata, un paio di occhiali da sole circolari, color arancio. I guanti hanno cinque sigilli a forma di pentacolo sul dorso, che limitano l'uso personale dei suoi poteri.

### Abilità
Ha una vasta gamma di tecniche soprannaturali ed è un pistolero esperto. Essendo un vampiro, possiede la forza necessaria a permettergli di maneggiare le sue due pistole particolarmente pesanti e impossibili da maneggiare per un comune essere umano (nel volume 2 del manga e OAV, lo dimostra Walter quando consegna ad Alucard la Jackall). Sembra che il suo abbigliamento faccia parte della sua forma fisica: infatti quando si rigenera, anche il suo abbigliamento si ripara (un esempio è nell'OAV I, dove Anderson gli taglia entrambe le braccia, ma invece di rigenerarsi solo le braccia, Alucard riesce anche a ricomporre le sue maniche). Inoltre, quando i ghoul del vampiro a Cheddar perforano sia il suo corpo che l'abbigliamento con i proiettili, Alucard torna allo stesso stato in cui era prima di essere fucilato, come se non fosse successo niente.
Hirano ha ammesso di aver tratto ispirazione per la creazione dell'aspetto di Alucard da Vash the Stampede, protagonista del manga e serie anime Trigun (la giacca e gli occhiali sono punti in comune dei due personaggi). Questo è più evidente nel volume 1, quando l'art design di Alucard era ancora stilizzato e molto diverso da come è stato disegnato nel corso del manga.

### Personalità
Combatte con ferocia e crudeltà spesso estreme, ma l'istinto di uccidere lo coglie generalmente quando il suo nemico è stato completamente sconfitto e umiliato; tuttavia, sembra essergli rimasto qualche brandello di umanità: infatti, è ancora in grado di versare lacrime, sebbene di sangue. Inoltre, disprezza fortemente i vampiri che cacciano e uccidono senza uno scopo vero e proprio. Essenzialmente immortale e invincibile, è anche molto egoista e arrogante; schernisce e sminuisce i suoi avversari, spesso consentendo loro di infliggergli ferite mortali prima di guarirsi autonomamente e annientarli subito dopo. Alucard è, infatti, solito non schivare mai nessun attacco gli venga rivolto contro, dato che indipendentemente dai danni che subisce si rigenera come se niente fosse. Si potrebbe dire che, invece di sopraffare i suoi avversari, Alucard si lasci attaccare concedendo loro l'illusione della vittoria, prima di spazzare via completamente tale convinzione rimuovendo i propri limitatori di potenza e massacrando i suoi avversari. Un esempio si ha nel volume 2 durante il combattimento contro Luke Valentine: quando quest'ultimo dimostra di poter schivare ogni proiettile delle pistole di Alucard, quest'ultimo elimina tre limitatori e fa uscire dal proprio corpo un enorme cane, uno dei suoi famigli, che divora Luke.
Tuttavia, anche con i suoi incredibili poteri, Alucard può essere colto di sorpresa, di solito a causa della sua arroganza. Nell'anime sembra preoccupato di trovare un degno avversario; nel manga, invece, si scopre che vuole trovare un avversario umano che abbia abbastanza forza di volontà da riuscire a distruggerlo. Come afferma lui stesso, infatti, è convinto che "solo un essere umano può uccidere un mostro" e che, di conseguenza, chiunque non sia un umano non possa ucciderlo. Sotto la sua personalità arrogante, presuntuosa e sarcastica, Alucard sembra anche profondamente triste e invidioso degli esseri umani, per il fatto che loro possono morire, mentre lui è costretto a camminare sulla Terra per l'eternità. Rimpiange infinitamente la sua decisione di diventare un mostro immortale e rispetta molto gli esseri umani, i quali hanno la forza di volontà necessaria per sopportare la vecchiaia e la morte. Tutti questi sentimenti sono presenti in vari punti della serie, ad esempio quando Alucard dice all'anziana regina d'Inghilterra che la trova la stessa affascinante giovane donna di cinquanta anni prima e che è veramente bella; s'infuria quando Anderson si pugnala al cuore con il chiodo di Elena nel volume 8 per diventare un mostro come lui. Inoltre, di fronte a un Walter vampirizzato, Alucard afferma che il vecchio corpo del maggiordomo era infinitamente più bello di quello da vampiro.
Nonostante questo, non è del tutto contro l'immortalità; piuttosto, crede che sia qualcosa da guadagnare e che debba essere una libera scelta. Presumibilmente, vede la sua trasformazione proprio come una via di fuga dall'inevitabile morte. Ha dato felicemente l'immortalità a Seras, impressionato dalla grande volontà della ragazza di continuare a vivere anche se ferita mortalmente.
Un altro aspetto importante della personalità di Alucard è il suo rapporto con Dio: da essere umano era un crociato e, essendo un guerriero, credeva che le parole da sole non fossero sufficienti per attirare l'attenzione di Dio, ma che fosse necessario agire concretamente, convinzione condivisa anche dal suo fanatico rivale Alexander Anderson. In accordo con questa convinzione, non ha mai chiesto a Dio dei favori. Divenne famoso per aver punito i trasgressori nelle sue terre e all'estero, per aver intrapreso una guerra contro i musulmani e per aver sacrificato le sue truppe e il suo popolo per raggiungere i suoi obiettivi. Credeva che, se lui e i suoi uomini avessero compiuto un grande sforzo e avessero sacrificato abbastanza vite umane, Dio stesso sarebbe intervenuto e li avrebbe aiutati. Quando perse la guerra e fu catturato dai turchi, però, si rese conto di aver fallito. Sentendosi abbandonato da Dio, ha abbandonato Dio a sua volta. In un momento di disperazione profonda, ha bevuto il sangue dalla sua terra bruciata e assediata ed è diventato un vampiro. Alucard è la perfetta sincronia fra la pazzia e la sanità mentale.
Si potrebbe affermare che Alucard abbia condiviso alcune somiglianze con Enrico Maxwell, il leader dell'Iscariota, quando era un umano; entrambi hanno avuto un'infanzia sofferta, per sopravvivere al dolore hanno mantenuto la loro fede in Dio e nella religione, pur continuando a odiare chi li aveva fatti soffrire, e hanno intrapreso una guerra contro coloro che reputavano dei miscredenti, venendo poi miseramente sconfitti e uccisi.

## Relazioni
Seras Victoria
Seras Victoria è alle prime armi con Alucard. Come tale, ci sono molte speculazioni da parte dei compagni di Alucard sul motivo per cui ha deciso di trasformare la ragazza in vampira. Alucard stesso sembra essere confuso riguardo alle sue azioni, oppure ha altri motivi nascosti che spiegherebbero il perché ha salvato Seras. Afferma a Walter e a Integra che si trattava di un capriccio, basato sulla decisione autonoma e consapevole di Seras di essere trasformata in una draculina. Rivela a Walter che la trova una creatura così affascinante e attraente, e sembra ammirare la sua voglia di vivere, nonostante gli eventi infernali subiti nel villaggio di Cheddar; una dimostrazione di questa ammirazione si ha nel secondo volume del manga, quando Pip Bernadotte, leader dei Wild Geese, esprime la sua incredulità davanti alle abilità vampiriche di Seras. Alucard appare e conferma in tono perentorio che la sua allieva, per quanto ancora imperfetta, è un vampiro a tutti gli effetti. Sebbene fosse frustrato dal suo rifiuto di bere sangue, è sempre stato fiducioso che alla fine lei lo avrebbe bevuto, e sembra abbastanza fiero di lei quando il momento arriva. Come affermato da Hirano, il rapporto tra Alucard e Seras è complicato. Alucard assume il ruolo di mentore e insegnante di Seras, per aiutarla a raggiungere il suo pieno potenziale. Dal momento che la ragazza ha perso i genitori in tenera età, la sua devozione e amore per Alucard potrebbero essere simili ai sentimenti di una figlia per il proprio padre. Hirano ha detto che il loro sentimento d'affetto potrebbe essere qualcosa di più vicino ai legami familiari, anche se non può essere confermato strettamente come un rapporto padre-figlia, perché entrambi potrebbero vederlo in modo diverso. Una cosa da tenere a mente è il fatto che Mina era una vampira neonata di Alucard, fino al giorno della sconfitta del Conte, cosa che lo ha maledetto e indebolito (anche se la sua essenza ha continuato ad albergare in lei). A volte Seras sembra nervosa e inquieta nei confronti di Alucard, principalmente a causa del suo continuo rimproverarla di essere un vampiro patetico durante i primi giorni di vita da draculina della ragazza. Si oppone con forza alle inutili crudeltà di Alucard verso gli esseri umani, non partecipando al massacro della squadra SWAT; tuttavia, collabora nel suo combattimento con Tubalcain Alhambra e poi tenta di combattere Alexander Anderson (anche se il suo attacco è rapidamente stroncato). Con il progredire della serie, il suo comportamento timido e nervoso verso Alucard si dissipa una volta che diventa un vero e proprio vampiro e lui le si rivolge chiamandola finalmente per nome. Durante la lotta fra Alucard e Anderson, Seras arriva in soccorso del maestro, in un disperato ma eroico tentativo di salvarlo. Dopo aver fermato l'attacco di Anderson, Seras chiama allarmata Alucard per riscuoterlo dal torpore in cui è sprofondato. Nel suo ultimo sogno, il vampiro vede il viso di Seras: il flashback e il capitolo terminano con i pensieri di Alucard: "C'è una voce... c'è una voce che mi sta chiamando... è la tua?" Prima di affrontare Anderson, lui si complimenta: «Perché gridi, poliziotta? La tua voce è sempre così fastidiosa... come una canzone ascoltata a volume troppo alto.» Nel volume 9, Alucard riconosce pienamente la crescita di Seras e le dice: «Seras, alla mia signora serve una scorta.», invitandola ad andare con Integra a eliminare il Maggiore. Poco dopo, egli, sorridendo, dice che la sua discepola è «una donna fantastica» e che è parte di lui, esprimendo senza più alcun sarcasmo o riserva l'ammirazione e affetto che prova per lei. Seras era anche l'unica ad aver una fede incrollabile che Alucard, prima o poi, sarebbe tornato.
Sir Integra Fairbrook Wingates Hellsing
Integra è la leader dell'Organizzazione Hellsing e attuale padrona di Alucard. In entrambe le versioni di Hellsing, Alucard condivide con Integra una complessa ma rigorosa relazione servo-padrone. Integra è stata legata a lui dopo la morte di suo padre, Arthur Hellsing, che la nomina nuovo capo dell'Organizzazione Hellsing, decisione che spinge suo zio Richard a cercare di ucciderla. Utilizzando i condotti dell'aria, Integra giunge nei sotterranei del maniero degli Hellsing (ricordando che il padre le aveva detto che avrebbe trovato la sua salvezza lì, qualora si fosse trovata di fronte alla morte per mano dei suoi nemici), dove trova il cadavere di Alucard ("la più grande eredità degli Hellsing", secondo Arthur), in una delle celle. Un istante dopo averlo scoperto, però, Richard la trova e le spara. Il proiettile sfiora il braccio della ragazzina e il sangue della ferita schizza sul cadavere di Alucard, causandone il risveglio. Dopo aver leccato il sangue di Integra, il vampiro appena destato uccide tutti gli uomini nella stanza e trancia un braccio a Richard, prima di promettere la sua fedeltà alla nuova padrona. Dopo averla protetta da un ultimo tentativo di ucciderla da parte di Richard, Alucard le permette di uccidere lei stessa lo zio. Nella serie televisiva, Alucard offre a Integra l'opportunità di essere un vampiro poco dopo il suo risveglio, ma il coraggio della ragazzina di fronte agli uomini che volevano ucciderla e il suo orgoglioso diniego all'opportunità offertale lo sorprendono, reputandola degna del suo rispetto e servitù, avendo la ragazza tutte le qualità che un buon capo della famiglia Hellsing deve possedere. Alucard sostiene che Integra sia rimasta "la stessa bambina di quel giorno". Nel corso degli anni, Alucard e Walter l'aiutano a crescere e maturare, facendola diventare così un fiero e capace capo. In quanto tale, Integra è l'unica persona alla quale Alucard obbedisce senza riserve; Integra è anche una delle poche persone la cui vita e onore ad Alucard stiano seriamente a cuore. Nell'episodio 9 ("Red Rose Vertigo") della serie televisiva, Alucard rimane sconvolto dallo shock e dalla rabbia quando Incognito accenna al fatto che Integra sia stata uccisa. Invece di restare a combattere, Alucard si precipita al maniero degli Hellsing a uccidere Bubbancy prima che questa possa trasformare Integra in un ghoul. Nel volume 2 del manga (Hellsing Ultimate III nell'OVA), quando Enrico Maxwell apostrofa con rabbia e perfidia Integra come una "scrofa protestante", Alucard appare e minaccia di uccidere il vescovo per aver sperato credere di poter lasciare l'Inghilterra vivo dopo aver insultato la sua padrona. Nel Volume 10, Alucard si rivolge a Integra con il suo titolo, chiamandola "hakushaku" (伯爵), o Conte, il che significa che il vampiro la considera potente quanto lui ("Hakushaku-fujin" è il termine che significa "contessa").
Arthur Hellsing
Arthur Hellsing era il padrone di Alucard prima di Integra. Non si sa nulla circa il loro rapporto, anche se è possibile ipotizzare che Alucard lo rispettasse. Per esempio, nell'anime della Gonzo, quando una giovane Integra si rifugia nella cella di Alucard per sfuggire al perfido zio Richard nell'Episodio 10, proclama "Sei la degna figlia di tuo padre!". Poi si inchina a lei e si scusa per la sua mancanza di rispetto.
La Regina d'Inghilterra
La regina d'Inghilterra è stato un personaggio che Alucard aveva già incontrato 50 anni prima degli eventi del manga Hellsing e gli OVA derivati. Al suo ritorno da Rio de Jainero, parlano tra loro come cari e vecchi amici. Alucard la vede come lo "stesso affascinante maschiaccio di 50 anni fa", e che, ai suoi occhi, il tempo l'aveva resa solo più bella. Questo è uno dei pochi momenti in cui Alucard e un altro personaggio esprimono apertamente affetto l'uno per l'altro, dato che la Regina gli tocca il viso mentre parla con lui e Alucard la guarda con un'espressione dolce e veramente gentile.
Walter C. Dornez
Alucard è il più caro amico di Walter, dal momento che entrambi parlano spesso di argomenti di un certo rilievo e sembrano condividere molto, compresa la loro rivalità, nata durante la spedizione a Varsavia, negli anni della seconda guerra mondiale. Tuttavia, dopo il suo tradimento, Alucard non esiterà a mettersi contro il suo vecchio amico, deciso ad ucciderlo. Una volta ha cercato di offrirgli l'immortalità, proprio come ha fatto con Seras.
Alexander Anderson
Anderson e Alucard sviluppano sin da subito una rivalità intensa e fortemente competitiva che si sposa perfettamente con le loro strette somiglianze, sia per la loro natura come assi nella manica delle rispettive organizzazioni, sia per la loro lunga lotta spirituale e fisica. Anderson è spesso definito come il "mostro di Dio", mentre Alucard è il "mostro che rifiuta Dio". Nonostante la loro rivalità, Alucard stima enormemente Anderson, cosa che dichiarerà apertamente durante il corso della loro ultima battaglia, osservando con espressione stupita e sorridente la tenacia del prete, il quale rifiuterà di arrendersi anche di fronte alle situazioni più disperate e alle difficoltà più ardue. Alucard piangerà lacrime di sangue alla morte di Anderson, salutandolo infine con un accorato e sentito "amen".
Il Maggiore
Tra Alucard e il Maggiore è sempre corso un odio profondo, nato durante la seconda guerra mondiale. Il leader del Millennium vede Alucard come un abominio, un mostro senz'anima, ma al tempo stesso lo brama e in fondo vorrebbe essere come lui, per il semplice fatto che lo trova un essere affascinante e adora i temibili e sorprendenti poteri del vampiro. Tuttavia, il folle capo nazista non rinuncerebbe alla sua natura umana per niente al mondo, rimarcando che il suo cuore, la sua anima e il suo corpo appartengono e apparterranno sempre e solo a lui. Nonostante tutto questo astio, Alucard e il Maggiore sono, a detta del vampiro, molto più simili di quanto entrambi pensino; infatti, nel quarto volume del manga, Alucard dice, con un'aria piuttosto malinconica: «Uccidere i nemici, mandare a morire i compagni, il popolo che dovresti proteggere, la nazione che dovresti difendere. Per quante persone tu possa massacrare, non riesci proprio a saziarti... Io e te siamo molto simili, Maggiore. Mostri assetati di sangue che anelano la guerra.».

## Storia

### Prima di Hellsing
Alucard era una volta conosciuto come il Conte Dracula. In realtà non è altri che il principe valacco Vlad III Dracula, figlio di Vlad II Dracul. Nato nel 1431, in seguito divenne noto come Vlad Țepeș ("Vlad l'Impalatore") e come Kazıklı Voyvoda ("il voivoda Impalatore") presso i turchi, guadagnandosi tale reputazione poi in tutte le terre. È il primo vampiro che sia mai esistito.
In un flashback avvenuto nel capitolo 70 del manga, si scopre che da bambino fu fatto prigioniero dai conquistatori Ottomani (rapire bambini ai nobili cristiani fu una pratica abbastanza comune per gli Ottomani, allo scopo di ricattare ed asservire i regni circostanti) e violentato dal sultano. Durante l'intero calvario stringeva la sua croce d'argento piangendo, ma mantenendo comunque un'aria di sfida; fu quell'oggetto a sostenerlo psicologicamente durante tutta la durata della sua atroce infanzia: ogni volta che subiva una violenza, riponeva la sua fede in Dio tramite quella piccola croce. Diventato in seguito il voivoda di Valacchia, si lanciò in una crociata contro i Turchi, ma perse miseramente: le sue truppe furono decimate, i suoi seguaci uccisi e la sua terra messa a ferro e fuoco. Poco prima che gli tagliassero la testa, Vlad bevve del sangue che irrorava il campo di battaglia, diventando un vampiro. Nel momento in cui accettò le potenze delle tenebre, la croce d'argento che portava sempre con sé si spezzò, distrutta dalla stessa scure che gli tagliò la testa. Secoli più tardi, nel 1897, hanno luogo gli eventi narrati nel romanzo Dracula di Bram Stoker. Abraham Van Helsing, Arthur Holmwood, Quincey Morris e Jack Seward (Jonathan Harker, l'ultimo membro del loro gruppo, viene lasciato fuori dalla versione Hellsing della storia) sono stati in grado di sconfiggere il conte Dracula e uccidere i seguaci che lo servivano.
Risparmiato e ridotto in schiavitù da Abraham prima, rinominato Alucard da Arthur Hellsing in seguito, è costretto per sempre a servire il casato Hellsing nella lotta contro l'Anticristo. Nel 1944, Alucard, insieme a un quattordicenne Walter C. Dornez, viene inviato in missione a Varsavia, capitale della Polonia, con l'incarico di interrompere la produzione di vampiri dell'organizzazione Millennium. Si credette che i nazisti avessero abbandonato il progetto, dal momento che i suoi principali artefici sfuggirono alla giustizia perpetrata dal vampiro e dal maggiordomo. Decenni più tardi, nel 1969, Alucard viene relegato in una prigione sotterranea nel maniero Hellsing da Arthur. Secondo Sir Hugh Islands, Arthur Hellsing temeva che Alucard fosse "un farmaco troppo potente da utilizzare come una medicina", dopo aver compiuto su di lui una serie di esperimenti chimici e scientifici.

### Presente
Poco dopo la morte di Arthur Hellsing nel 1989, Alucard viene risvegliato dal sangue di Integra. Dopo essere stata ferita da Richard, Alucard permette a Integra di ucciderlo, rendendola così il capo dell'Organizzazione Hellsing e un maestro degno di essere servito da Alucard.
In qualità di agente più potente dell'organizzazione Hellsing, Aucard viene inviato in un villaggio chiamato Cheddar per sterminare un vampiro che ha trasformato gli abitanti in ghoul. È lì che Alucard incontra Seras Victoria, l'unica superstite dell'unità di polizia inviata per fermare quello che si credeva fosse un assassino umano ordinario. Quando il prete-vampiro prende in ostaggio Seras per cercare di contrattare con Alucard per la sua vita, lui spara attraverso il petto della poliziotta per uccidere il vampiro. Concede poi una scelta alla ragazza: di morire o di diventare una vampira, e Seras sceglie quest'ultima. Qualche giorno dopo, mentre vi è lo sterminio di una colonia di ghoul a Badrick, nell'Irlanda del nord, Seras incontra Alexander Anderson, miglior guerriero dell'Organizzazione Iscariota. Dopo aver ferito gravemente la ragazza, Anderson si impegna in un combattimento con Alucard, ed è apparentemente ucciso con un solo colpo alla testa. Tuttavia, Anderson si rivela essere un rigeneratore e guarisce la ferita mortale senza sforzo. Dopo aver dimostrato che i proiettili della Casull non hanno alcun effetto su di lui, con le baionette inchioda Alucard al muro, lo trafigge più volte e lo decapita. Sta per uccidere Seras, ma viene fermato da Integra, che gli ricorda che lui è fuori della giurisdizione del Vaticano. Anderson, furioso, attacca Integra, scoprendo però che la leader degli Hellsing non è un bersaglio facile. Prima che Anderson faccia un altro passo, Alucard si rigenera e lo sfida nuovamente. Vedendo che Alucard può rigenerarsi senza fatica da qualsiasi ferita inflittagli, Anderson si ritira, promettendo di uccidere tutti e tre i membri della Hellsing in un secondo momento.
Più tardi, Seras e Walter sono visti discutere della necessità di Seras di dormire in una bara piuttosto che in un letto. Quando Walter ricorda alla neo-vampira che dormire in quest'ultima sia necessario per lei, Alucard la rimprovera, ricordandole che essere trasformata è stata una sua scelta. Tuttavia, quando lei resta avvilita da tali parole, il vampiro si ammorbidisce e le dice di procedere a piccoli passi per tutto il tempo in cui avrà ancora bisogno di lui. Mentre Walter presenta ad Alucard la sua nuova arma, la Jackall, lasciandolo estremamente soddisfatto, l'esercito di ghoul dei fratelli Valentine irrompe nel quartier generale di Hellsing. Mentre Walter e Seras vanno a proteggere i membri della tavola rotonda uniti in riunione da Jan Valentine, Alucard va in cantina ad aspettare Luke Valentine. Dopo un breve dialogo, i due iniziano a combattere. Durante la battaglia, diventa evidente che Luke non è un vampiro ordinario, ma può rigenerare le ferite provocate dalla Casull ed è abbastanza veloce per schivare le pallottole di Alucard. Proprio quando questo sembra garantirgli la vittoria, però, il vampiro lo irride, rigenerandosi, ed esprimendo la sua gioia per le abilità di Luke. Alucard libera quindi il suo primo sigillo di restrizione e lancia un attacco terrificante su Luke, che tenta di fuggire, solo per avere entrambe le gambe spazzate via dalla Jackall. Alucard, facendo appello alle millanterie di Luke sulla sua presunta potenza, ordina all'avversario di rigenerarsi e continuare il combattimento. Luke, terrorizzato, non può fare altro che urlare "mostro" ad Alucard, facendogli capire di non essere affatto potente come aveva millantato. Deluso, Alucard trasforma il suo braccio destro in un enorme cane infernale che divora Luke senza pietà.
Ad invasione finita, l'organizzazione Hellsing si ritrova prive di truppe e costretta ad assoldare mercenari, questi ultimi non del tutto in linea con le finalità della Hellsing. Walter rivela poi a Integra che il capo dell'Organizzazione Iscariota, Enrico Maxwell, intende organizzare un incontro con lei in un museo d'arte di Londra. Walter e Integra incontrano Maxwell al museo accompagnato dal suo connazionale prete Renaldo; quando Maxwell inizia a insultare Integra a causa di una breve ma aspra discussione avuta (arrivando a chiamarla "scrofa inglese"), Alucard appare e minaccia di ucciderlo per la sua mancanza di rispetto. Maxwell risponde alla provocazione invocando Anderson, che si avvicina a Alucard ignorando gli ordini del vescovo di fermarsi. Alucard risponde secondo la sua natura, e quando la situazione sta per precipitare, Seras si interpone con un gruppo di anziani turisti tra i due aspiranti combattenti. Rimarcando che non c'è più l'atmosfera adatta per combattere, Alucard abbandona il campo, imitato da Anderson. Più tardi, quella sera, Alucard ricorda a Walter la distruzione del Millennium, e dopo un vuoto di memoria del maggiordomo, osserva come sia terribile invecchiare; tale commento viene smentito da Walter, il quale afferma, con un sorriso affabile, che gli inglesi trovano divertente persino invecchiare. Integra poi incarica Alucard di trovare e distruggere i sopravvissuti del Millennium in Sud America, e di portare Seras e Pip Bernadotte, capo dei mercenari, con lui. Al suo arrivo, lui e Seras (ancora in una bara) albergano in un hotel lussuoso, e si capisce che i tre hanno organizzato un piano per soddisfare Pip, e che più tardi quella sera avrebbero iniziato la loro indagine. Tuttavia, il Millennium colpisce per primo, inviando la squadra SWAT, sotto il controllo dell'agente Tubalcain Alhambra, all'hotel. Essendo stato detto che Alucard e Seras sono terroristi e data l'autorizzazione di sparare a vista, la squadra SWAT entra nella stanza di Alucard per ucciderlo. Alucard, tuttavia, si rigenera immediatamente e macella l'unità. Un attimo dopo, però, Alucard è testimone di una mossa scioccante dell'ultimo membro della squadra: il suo terrorizzato suicidio. Sembra che Alucard sia infuriato per quella mossa. Quando Seras gli fa presente che gli oggetti del massacro non erano altro che esseri umani, Alucard perde le staffe e le urla che le regole di guerra non consentono la misericordia per i loro nemici, a prescindere da chi essi siano. Quando la sua allieva comincia quasi a piangere, Alucard, apparentemente pentito del suo sfogo, la rassicura, ribadendo il punto con più calma. Dopo aver ricevuto la conferma di proseguire con la loro missione da parte di Integra, Seras e Alucard prendono entrambe le loro bare e le portano al tetto dell'hotel. Alla domanda su cosa si farà, Alucard risponde che deve dare una lezione a coloro che li hanno sfidati, e, detto questo, si dirige all'ingresso dell'hotel.
Proprio lì, Alucard è attaccato dai membri SWAT rimanenti, e procede al massacro sadicamente e brutalmente. Dopo aver ucciso i membri SWAT, impalandoli su pennoni, è impegnato a combattere Alhambra di persona. Dopo una breve battaglia che provoca gravi danni collaterali tra la folla circostante, Alhambra riesce a colpire Alucard con molte delle sue carte affilate ultra resistenti, e Alucard sembra avere qualche difficoltà a rigenerarsi. I due si dirigono verso il tetto dell'hotel, dove Alucard libera i suoi sigilli di restrizione e svanisce. Dopo aver respinto un assalto di Seras, Alhambra attacca Alucard, solo per avere il ginocchio spezzato da un calcio e il braccio diviso a metà longitudinalmente, dopo un tentativo fallito di uccidere Alucard con una delle sue carte. Il vampiro consuma poi Alhambra per ottenere informazioni sui piani del Millennium, ma guadagna solo la conoscenza limitata che Alhambra stesso aveva sul Millennium, e riceve quindi un quadro incompleto dei loro piani. Come Alhambra viene bruciato, Pip arriva con un elicottero e fugge con Alucard e Seras.
Alucard e i suoi compagni poi si rifugiano in una piccola città in Brasile, dopo la fuga da Rio, dove Alucard chiama Integra e le segnala la loro posizione, informandola che ora è a conoscenza di ciò che il Millennium sta progettando di fare. Integra, poi, gli ordina di tornare a Londra. Quando Seras e Pip ritornano (apparentemente usciti ad acquistare generi alimentari), ragionano su un modo per fare ritorno a Londra. Improvvisamente Anderson abbatte la porta con un calcio. Lui e Alucard si scambano qualche pugno, prima di estrarre le armi. Anderson, però, inchioda semplicemente un permesso alla parete, spiegando che il Vaticano fornirà loro un mezzo di trasporto. Poco tempo dopo, a Londra, Alucard e compagni partecipano a una riunione che coinvolge l'Iscariota e la Tavola Rotonda, presieduto dalla regina Elisabetta II.
Dopo aver scambiato un saluto tenero con la Regina, Alucard riferisce ciò che ha scoperto sul Millennium: chiunque comandi l'organizzazione, vuole usare un esercito di vampiri appena creati per rivendicare la sconfitta della seconda guerra mondiale. Subito dopo questa rivelazione, Schrödinger appare, e inizia così una videoconferenza tra Integra e il Maggiore. Dopo la sfida lanciata dal nazista, Alucard gli dice, estremamente divertito, che sarà un piacere per lui distruggere il Millennium di nuovo e, su ordine di Integra, fa saltare in aria la testa di Schrödinger. Qualche tempo dopo, la Royal Navy riceve segnalazioni di una portaerei dirottata dagli alleati del Millennium. Integra, Walter e Alucard si mettono a discutere per trovare il modo di recuperare la nave. Dopo aver elencato e abbattuto diverse possibilità, Walter se ne esce con l'idea di utilizzare una versione modificata del SR-71 per fare arrivare Alucard sulla nave. Alucard utilizza quindi l'aereo per volare sopra la Eagle; evita i colpi di mitragliatrice e poi vola in picchiata dritto verso la nave prima che i soldati possano mettersi in moto. I soldati nazisti del primo Millennium, comandati dal tenente Rip Van Winkle, cercano di abbatterlo, ma Alucard copre semplicemente la SR-71 con la propria ombra, mantenendo il veicolo abbastanza integro, e si schianta contro il ponte della Eagle. Mentre si prepara ad affrontare una Rip van Winkle terrorizzata, i soldati nazisti tentano di ucciderlo, mentre Rip si ritira. Alucard, nullificato il loro attacco, li uccide. Si prepara, poi, a confrontarsi con Rip ancora una volta, che raccoglie tutto il suo coraggio e comincia sparare al vampiro con le sue pallottole magiche. Proprio quand'è sul punto di cadere giù dalla nave, Alucard riesce a prendere uno dei proiettili in bocca e lo frantuma. Tira un pugno a Rip, poi infilza la nazista con il suo stesso moschetto e la prosciuga, trasformandola in un suo famiglio. Dopodiché, Alucard si lascia sfuggire una risata maniacale, mentre il Maggiore prepara le sue truppe per l'attacco a Londra.
Nonostante la strategia di isolazione nell'oceano (i vampiri non possono attraversare l'acqua), ALucard riesce a usare le sue ombre per prendere il controllo della nave in fase di stallo e arrivare a Londra a bordo della Eagle, mentre il Millennium mette a ferro e fuoco Londra, a cui si oppongono solo le forze dell'Iscariota, capeggiati da Alexander Anderson.
Egli comunica telepaticamente con Seras durante l'attacco alla residenza Hellsing da parte della task force del Millennium capeggiata da Zorin Blitz, e la incoraggia a dissipare le illusioni della vampira.
Mentre il Vaticano continua a combattere l'Ultimo Battaglione, che sta indefessamente massacrando i cittadini londinesi, Alucard finalmente raggiunge la città. Si lancia giù dalla Eagle (arenata nel fiume Tamigi), e atterra tra il Vaticano e le forze del Millennium, in procinto di combattere tra di loro. Quando atterra, sia Anderson che il Capitano del Millennium si confrontano con lui. Alucard grida a Integra di dargli un ordine, e lei gli ordina di uccidere tutti i nemici della Hellsing. A tal fine, la donna gli ordina di liberare il Livello Zero, l'ultima e la più devastante forma di Alucard. Tutti i suoi nemici sono paralizzati dalla paura, ma lo attaccano comunque. Anderson e il Capitano, vedendo che i loro attacchi non hanno alcun effetto su Alucard, battono in ritirata mentre il Vaticano e i soldati del Millennium continuano disperatamente ad attaccarlo. Tuttavia, non sono in grado di ucciderlo, e i famigli di Alucard si espandono come un'onda di marea su Londra.
In tutta la città corpi umani iniziano a riversarsi, rivelando che al Livello Zero si liberano tutte le anime che Alucard ha divorato nel corso dei secoli. Mentre l'Ultimo Battaglione e il Vaticano preparano l'assalto finale, Alucard assume la forma di Vlad l'Impalatore. Le sue forze spazzano via l'Ultimo Battaglione e il Vaticano, mentre Tubalcain Alhambra e Rip Van Winkle, ormai diventati famigli di Alucard, distruggono le forze aeree del Vaticano. Come quella carneficina volge al termine, Alucard saluta Integra e Seras, chiamando finalmente la ragazza per nome, orgoglioso che la sua progenie sia diventata un vero vampiro. È poi attaccato da Anderson durante il ricongiungimento. Dice al suo acerrimo nemico di essere venuto ad ucciderlo, poi i due si impegnano in un duello con Alucard nella sua forma di Vlad Tepes, che brandisce uno spadone.
Quando Anderson a lancia le sue baionette contro Alucard, il vampiro torna di nuovo alla sua forma di conte ed estrae le sue armi, la Jackall e la Casull. Anderson attacca Alucard ancora una volta, solo per avere metà del suo braccio sinistro disintegrato dalla Jackall. Alucard salta poi dietro ai suoi familiari, fuori dalla portata di Anderson, che viene poi colpito con le carte di Alhambra e dai proiettili di Rip Van Winkle. Ferito gravemente, con la ferita al braccio sinistro non più rigenerabile, Anderson fa una pausa per riprendere fiato, mentre Alucard lo deride, volendolo uccidere davvero. Anderson, trascurando le sue parole, si prepara a sfondare l'orda dei morti viventi, con un Alucard stupito che assiste alla scena con aria di ammirazione. Anderson inizia a massacrare i famigli resuscitati, mentre il vampiro sorride, pensando che Anderson potrebbe essere l'avversario umano che cerca da sempre, colui che potrebbe effettivamente ucciderlo. Anderson viene infine fermato dai famigli di Alucard, ma quando sono sul punto di ucciderlo, viene salvato da un gruppo di sacerdoti sopravvissuti dell'Iscariota, guidati da Heinkel Wolfe e Yumie Takagi. Costoro si fanno saltare in aria per fornire un percorso per raggiungere Alucard per Anderson, che funziona con successo. Anderson poi rivela la sua carta vincente, il Chiodo di Elena, e si prepara ad autopugnalarsi. Inorridito, Alucard gli grida di non farlo, dicendogli di non rinunciare alla sua umanità e lo implora di non fare lo stesso errore che lui, Alucard, ha fatto. In risposta, il prete risponde che lui non vuole essere un uomo, ma una tempesta terribile senza cuore, la pietà senza lacrime, e si trapassa il cuore con il Chiodo. Alucard, fuori di sé dalla rabbia, si avventa contro Anderson e gli punta la Casull contro, urlandogli un rimprovero per la sua stoltezza, ma il prete gli taglia un braccio e la testa in un unico movimento. Il vampiro senza testa riesce a sparare in faccia all'avversario, sfigurandolo gravemente. Come i due ricadono, i loro corpi si rigenerano: Alucard rigenera la testa e il braccio, ma la testa di Anderson ricresce come una massa di viticci spinosi viventi. Alucard spara ad Anderson, riuscendo a ferirlo, ma senza alcun risultato. Spara allo stesso Chiodo, ma il proiettile viene fermato in volo dai rami spinosi di Anderson. Il prete, infine, spicca un salto e conficca una baionetta nella testa di Alucard, impalandolo.
Alucard ha poi un flashback riguardante il suo passato, rivive l'essere sodomizzato dal sultano e il giorno in cui perse la sua guerra contro gli Ottomani. Questa visione termina nella sua decisione di diventare un vampiro un attimo prima di essere ucciso. Fortunatamente per lui, però, interviene Seras e afferra la lama di Anderson, impedendo al Mostro di Dio di ferire Alucard ulteriormente. Rapidamente consumato dalle fiamme scaturite dal corpo di Anderson, Alucard resiste, grazie a Seras che gli urla di svegliarsi. Quando la ragazza sta per essere sopraffatta, Alucard torna in sé e la aiuta, deviando la baionetta del prete. Dice tristemente ad Anderson che, come mostro, non può vincere, e riesce a distruggere le spine vive e la lama. Alucard emerge dalle fiamme e attacca Anderson. Il prete tenta di fermarlo con più viticci, ma senza alcun risultato; Alucard lacera il petto di Anderson con una sola mano, gli strappa il cuore e lo distrugge. Anderson cade a terra, in fin di vita. Invece di gongolare o ridere come ha sempre fatto con gli altri nemici sconfitti, Alucard è sopraffatto dal dolore e urla ad Anderson che un tempo era esattamente come lui, iniziando a singhiozzare disperato. Anderson, sorprendentemente, ride piano, e dice ad Alucard:
«Non piangere, demone. Sei forse un bambino che si nasconde sotto il letto? Sei diventato un mostro perché non volevi piangere mai più. Quando gli umani piangono, le loro lacrime si prosciugano e diventano mostri, aridi all'interno. Ridi. Ridi con orgoglio e arroganza, come fai sempre. Me ne sto andando, tu sei sopravvissuto. Per quanto tempo sarai condannato a vagare su questa terra?»
Poco prima di morire, Anderson pronuncia un ultimo "amen"; Alucard lo saluta allo stesso modo, in segno di rispetto.
La scena del lutto viene poi interrotta da un ringiovanito Walter che calpesta i resti di Anderson. Walter rivela alla sua ex padrona che egli ha tradito la Hellsing di sua spontanea volontà, e Alucard gli confessa tristemente che il suo vecchio corpo era molto più bello, poi si inginocchia tristemente sulle ceneri di Anderson. A quel punto, Walter gli ordina di alzarsi e combattere. Alucard chiede a Integra il suo ordine per iniziare il duello. Integra urla, seppur riluttante e addolorata, che i traditori devono morire, e questo scatena la gioia di Alucard, ma anche quella di Walter e del Maggiore. Integra e Seras salgono sullo Zeppelin per affrontare il vero nemico, mentre Alucard e Walter iniziano la loro battaglia. Walter inizialmente sembra avere il sopravvento, in quanto la maggior parte dei metodi di combattimento di Alucard sono inutili contro di lui. Quando il vampiro sta per usare la Jackall contro Walter, la pistola esplode, perché Doc ha usato il suo telecomando per distruggerla. Alucard libera un famiglio infernale, soprannominato Baskerville da Walter, che subito lo taglia a metà. Un disgustato e confuso Luke Valentine striscia fuori dal corpo del demone-cane, con grande divertimento di Alucard. Il cadavere del cane e Luke sono entrambi poi dirottati dai fili di Walter, che comincia a controllarli come marionette. Mentre li usa, Walter inizia a tossire sangue a causa della sua trasformazione approssimata e frettolosa. Alucard spara allora a Luke e uccide il cane dopo essere stato afferrato da esso. Walter taglia le braccia e le gambe di Alucard, poi blocca il busto a mezza altezza con i suoi fili per cercare di finirlo. Walter inizia a regredire in età, sempre a causa della sua trasformazione, poi prende una a di ferro e impala Alucard, trapassandogli il cuore. In realtà, era solo il corpo di Luke Valentine "travestito" da Alucard, che, ora sotto forma di ragazzina, colpisce Walter con un pugno. Alucard schernisce poi Walter, dicendogli che aveva paura di diventare vecchio e inutile, e che la sua vittoria su Alucard serviva solo per aumentare la sua autostima. Alucard, quindi, inizia ad assorbire il sangue degli abitanti morti di Londra e delle due forze armate sconfitte.
Walter lo taglia verticalmente in due con i suoi fili taglienti, ma oramai i suoi attacchi sono totalmente inutili. Alucard, a quel punto, afferra Walter, il quale sembra essersi arreso, prendendolo in giro con disprezzo per i suoi fallimenti. Schrödinger si suicida tagliandosi la gola, mentre Alucard beve il sangue dei morti della città, e il suo cadavere sparisce nel fiume di sangue umano che scorre verso Alucard. Il vampiro assorbe inconsapevolmente l'anima del ragazzo mentre beve e quando lo fa, perde la cognizione di sé stesso e della sua anima. Alucard si fa beffe del malvagio Maggiore (il quale gli ha appena comunicato la sua imminente sconfitta) con arroganza, ma all'improvviso vede sorgere il sole. Solo allora ricorda che, ogni volta che stava per morire, vedeva il sole sorgere proprio allo stesso modo. Questa volta però, la sua luce sembra più bella rispetto al passato, e comincia a scomparire, mente il Maggiore spiega ad Integra cosa sta accadendo. Le spiega che finché Schrödinger può riconoscersi, esiste ovunque e in nessun luogo, ma siccome è stato assorbito da Alucard, è diventato una parte di lui ed ora dunque non è più un'entità in sé. Così Alucard, che ora contiene l'anima di Schrödinger, non può più rimanere integro nella realtà e sta diventando "un insieme di numeri immaginari", che esiste solo in un certo strato del tempo e dello spazio, ma non nella realtà. Integra grida ad Alucard di non scomparire, ma è tutto inutile: i numerosi occhi di Alucard continuano a chiudersi, ed egli dice Integra che non c'è niente che possa fare, e le dice addio, mentre chiude gli ultimi due occhi. Tutto ciò che rimane di lui è un pentacolo insanguinato, impresso sui ciottoli della strada.
Nel capitolo finale, Alucard riappare nella camera da letto di Integra, dopo un'assenza di ben trent'anni. Si avvicina mentre Integra dorme e si china su di lei, con l'intenzione di morderla. Prima che possa farlo, la donna si sveglia e gli spara ripetutamente, facendolo cadere a terra. Seras, allarmata, con un calcio apre la porta della camera e accende le luci. Le due donne si ritrovano a fissare attonite Alucard, seduto contro il muro a rigenerarsi. Integra, oramai invecchiata, gli chiede spiegazioni su quello che ha fatto per tutto questo tempo, e lui le spiega che stava consumando tutte le anime dentro di sé, ad eccezione di una. Integra chiede ad Alucard se aveva intenzione di bere il sangue della sua stessa padrona e lui le risponde che, dopo aver passato trent'anni senza mangiare nulla, ha fame. Quando Integra gli fa notare la propria attuale età, Alucard le dice semplicemente che per lui va bene lo stesso. Lei sorride rassicurata, poi si morde l'indice e offre una goccia di sangue ad Alucard, che, dopo aver finalmente riguadagnato il diritto all'immortalità, le sorride.

## Poteri e abilità
Alucard dimostra, in varie parti della serie, una gamma sorprendente di poteri soprannaturali. Questi includono:
Immortalità
Alucard non invecchia, né probabilmente risente di alcun tipo di malattia o acciacco fisico, tuttavia l'immortalità del personaggio non è assoluta, dato che dipende dal numero di anime che Alucard ha immagazzinato dentro di sé per permettersi di resuscitare ogni qualvolta ne abbia bisogno. Sebbene siano in molti a crederlo immortale a priori, Alucard ha sempre smentito queste parole. Alla fine del manga e della serie di OAV, Alucard diviene del tutto immortale grazie ai poteri del maresciallo Schrödinger, ottenuti con il suo assorbimento. Di conseguenza, ora può morire solo per sua spontanea volontà. Tuttavia non si sa se la sua immortalità può essere resa nulla da un onnipotente.
Rigenerazione avanzata
La rigenerazione di Alucard, intesa sia come potere in sé che come utilizzo delle anime, lo rende pressoché impossibile da uccidere, a prescindere dai modi adottati dai suoi avversari. È stato decapitato, ridotto a pochi brandelli di carne, tagliato a metà, ma nonostante tutto ciò, è sempre riuscito a riassemblare il suo corpo con estrema facilità. Nessun'arma santa, dalle baionette di Anderson agli stessi poteri benedetti donati al prete dal Chiodo di Elena, sono stati in grado di fermare la sua guarigione istantanea. I metodi utilizzati per guarire sono due: la classica ricostruzione cellulare e l'impiego di una materia simile all'ombra e l'utilizzo delle migliaia di anime che Alucard possiede, che il vampiro usa solo nei casi più ostici. Anche se dovesse riportare una ferita mortale, gli basterebbe trasferirla ad una delle sue anime per rendere nullo l'effetto.
Terzo occhio
Ha menzionato una sorta di "terzo occhio" che lo rende in grado di vedere oltre lo spettro visivo umano, (come illuminazione, distanza e visione periferica). I suoi poteri visivi si estendono anche su un fronte mistico, dato che ha visto chiaramente le tracce magiche delle barriere create da Anderson, ed è capace di distinguere la razza d'appartenenza di un individuo (notando la natura di licantropo del capitano in Hellsing: The Dawn), ed è inoltre praticamente immune alle illusioni altrui, potendole riconoscere all'istante. Può essere estremamente preciso senza il bisogno di guardare l'oggetto interessato, e la stessa Seras, quando era ancora allo stadio primordiale della sua trasformazionee, riuscì a colpire in pieno un bersaglio in movimento al buio e a diversi chilometri di distanza, usando solo il mirino convenzionale di un fucile da cecchino. Da questo si può dedurre che i livelli da lui raggiunti siano decisamente superiori. Può centrare un bersaglio anche quando è privo della testa, come successo durante lo scontro il Mostro di Dio.
Forza sovrumana
Un altro fattore incredibile di Alucard è la sua sorprendente forza fisica. Dotato senza dubbio di muscoli sovrumani, può attraversare i corpi degli altri vampiri da parte a parte con il solo utilizzo di un braccio, trattenere con la forza della mascella un proiettile super-sonico e distruggere una delle carte di Tubalcain, capaci di tagliare scudi corazzati di netto e persino parare proiettili esplosivi di grosso calibro. Inoltre, è riuscito a tagliare con le mani dei soldati SWAT, dotati di giubbotti e caschi antiproiettile, come se stesse utilizzato delle lame, e senza alcuna difficoltà.
Velocità sovrumana
Alucard può muoversi più velocemente di quanto l'occhio umano possa vedere, apparendo come un lampo di luce o sparendo del tutto. È molto più veloce di qualsiasi proiettile, tenendo conto che persino i più meri vampiri artificiali sanno schivarli.
Riflessi sovrumani
Ha una velocità tale da afferrare con i denti un proiettile super-sonico.
Intangibilità
Può passare attraverso gli oggetti solidi, come i muri.
Agilità sovrumana
La capacità di sfidare la gravità a un limite incerto. Lo si è visto anche saltare da distanze di centinaia di metri e può camminare su superfici verticali.
Trasformazione
Alucard ha affermato di potersi trasformare in qualsiasi cosa voglia; nel campionario sono presenti svariate tipologie di vestiti e variazioni somatiche lievi (come barba o capelli) o totali (in Hellsing: The Dawn e nello scontro con Walter assume l'aspetto di una ragazzina). Può perfino variare armamenti (le pistole e la spada sembrano comparire dal nulla ogni volta che cambia forma), e può assumere la forma di cani demoniaci, pipistrelli e copie di sé stesso. Può perfino modificare il proprio corpo in qualunque forma desideri, allungandolo, deformandolo, creando tentacoli e artigli per sbaragliare i propri nemici.
Illusioni
Può creare illusioni, tuttavia l'ha fatto poche volte (quando ha mascherato l'identità di Luke Valentine, facendo credere a Walter di avere di fronte proprio Alucard, o quando Luke si è visto circondato da enormi occhi rossi), ed è quindi difficile mettere un limite a tale abilità. È implicito, comunque, che possa deviare le menti umane più fragili con le allucinazioni più disparate, siccome Zorin Blitz, un vampiro artificiale, poteva ingigantire la sua immagine o intrappolare gli umani in illusioni quasi reali.
Telecinesi
Nel manga, Alucard usa la telecinesi per chiudere una porta, tagliando la via di fuga ad un agente SWAT. Ha anche lanciato sei poliziotti in aria, per poi impalarli su delle aste per bandiere. Lo si è visto spostare una portaerei in panne da Dover al Tamigi, in poco meno di 40 minuti. L'ha usata anche per rimanere sospeso in aria.
Telepatia
Alucard può parlare telepaticamente con i suoi vampiri sottoposti, come ha fatto con Seras per aiutarla a dissipare le illusioni della vampira artificiale Zorin Blitz.
Controllo mentale e ipnosi
Alucard può controllare le persone tramite queste abilità e far fare alle sue vittime ciò che vuole.
Precognizione
Come ogni vampiro, possiede la precognizione, ossia la capacità di vedere nell'immediato futuro, che gli permette di prevedere i movimenti degli umani con cui sta combattendo. Secondo Pip, un vampiro può facilmente schivare un proiettile, usufruendo di questa capacità. Alucard mostra anche di poter vedere avvenimenti accaduti secoli addietro.
Richiamo
Raggiunto il "livello 0", Alucard può liberare il suo esercito di anime contenuto in lui. Se ne contano milioni tra animali, vampiri o umani, e sono anime di persone uccise a cui è stato succhiato il sangue. Alcuni si manifestano esattamente come erano in vita, sia in aspetto che in abilità (nonostante sia molto probabile che siano tenuti sotto controllo dal vampiro che li possiede) e altri in grado. Anche se non è stato specificato, quasi sicuramente la distinzione avviene seguendo i canoni di trasformazione anche in vita, ove gli umani vergini morsi diventano vampiri e coloro che hanno perso la verginità soccombono alla natura di zombie incoscienti. Proprio per questo, i medesimi vampiri uccisi da Alucard rimangono tali, non dovendo sottoporsi a nessuno dei due problemi. C'è da notare, però, che Seras ha conservato l'anima di Pip con un aspetto umano.
Capacità di bere il sangue
Alucard può succhiare il sangue di una persona e assorbire la sua anima e, di conseguenza, le sue conoscenze e ricordi, infatti impara di più sul Millennium dopo l'assorbimento di Tubalcain. Può anche assorbire il sangue attraverso i vestiti e la pelle, come fa con il sangue di Luke Valentine o con l'intera popolazione di Londra. Alucard ha un vero e proprio controllo telecinetico del sangue, potendo difatti addirittura scrivere e definire forme con esso. È importante sottolineare che egli può anche apprendere le capacità della vittima da cui ha attinto la linfa vitale, come nel caso di Schrödinger. Ciò è passato quasi in sordina, siccome non c'è nessun individuo nella serie (se non il succitato nazista) che abbia poteri che lui non possiede.
Ibernazione
Alucard è in grado di sopravvivere a lunghi periodi di tempo senza nutrirsi, ma è in grado di combattere con una forza sovrumana dopo aver bevuto anche la più misera quantità di sangue.
Immunità alla debolezza vampirica
Le sue capacità e la sua salute non sono in alcun modo compromesse da fattori come la luce del sole o l'argento. In effetti, sembra che le uniche armi in grado di causargli fastidio siano le armi benedette, che ugualmente non riescono a danneggiarlo gravemente.
Esperienza combattiva
Considerando il lungo periodo di vita, passato perlopiù tra guerre e massacri, le sue capacità strategiche e tecniche sono particolarmente ampie. Può competere con Anderson nel combattimento corpo a corpo ed elaborare piani d'attacco con cui, nello specifico, ha sconfitto Walter e Alhambra Tubalcain.
Onnipresenza
Alla fine della serie, Alucard ottiene i poteri di Schrödinger, i quali gli conferiscono un'assoluta onnipresenza: può essere in ogni posto contemporaneamente, compresi luoghi astratti, come sogni e pensieri. Tuttavia, si presuppone che egli non possa essere davvero ovunque nello stesso istante, siccome ciò gli impedirebbe di essere cosciente di sé stesso, e quindi di esistere. Se così non fosse, non avrebbe avuto problemi a Londra, ma è provato che può esistere anche con un'anima dentro di lui, oltre alla sua. Detto questo, è sconosciuto il numero di posti che può visitare contemporaneamente, ed è quindi più corretto dire che sia ubiquo.

## Armi
Alucard è un combattente estremamente letale anche se disarmato, a causa delle sue illimitate capacità soprannaturali e l'incredibile forza, ma usa anche armi da fuoco in battaglia, come una spada, mitragliatrici e i tradizionali strumenti per uccidere i vampiri: le croci e l'acqua santa. Inoltre, Alucard ha due armi di firma propria, una coppia di pistole di grosso calibro, che ha nominato Casull 454 e Jackall. In Hellsing: The Dawn, combatteva con una Thompson Sub-Machine Gun. Le munizioni per la Casull di Alucard sono a punta cava, dando loro ancora più potenza nel colpo

## Livelli di restrizione
Alucard ha dimostrato di avere sei livelli di restrizione di poteri, e dunque sei stati corrispondenti, con numeri più bassi che consentono di attingere ad una maggiore potenza. In determinate circostanze, Alucard può sprigionare alcuni dei suoi poteri più grandi, tramite un componente del sistema di restrizione chiamato "Approvazione di Cromwell" che sembra influenzare il sistema stesso. Nell'episodio finale dell'anime, Integra gli dà il permesso di liberare il livello uno, lo stato in cui si trova in una versione rossa della sua camicia di forza nera, simile all'abito che viene mostrato quando Integra lo trova nel flashback nella sua giovinezza.
Spesso si sente Alucard pronunciare l'indicazione del livello che sta per liberare immediatamente prima del combattimento. Potrebbe essere un espediente letterario. Un'altra possibile ragione è che sia un modo di innervosire i suoi avversari mentre è in battaglia. Tenuto conto di quanto è stato visto della sua personalità, questo è abbastanza probabile. Nel manga, Integra gli ordina solo una volta, durante la battaglia di Londra, liberare le restrizioni al livello zero, il livello più basso, che gli permette l'accesso completo ai suoi poteri più devastanti. È chiaro che Integra ha il controllo dei livelli di restrizione del vampiro, ma nel manga sembra non avere alcun controllo fisico sui suoi poteri.
(Alucard mentre libera uno dei suoi livelli di restrizione)
È evidente che l'abbigliamento di Alucard, a volte, cambia in base a quanta energia sta utilizzando: ad ogni stadio uno dei suoi indumenti scompare, in primo luogo gli occhiali da sole, poi il suo cappello e così via, fino a lasciarlo solo con la camicia di forza vista nel flashback. Nel manga rimuove anche le braccia dalle maniche del cappotto lasciandolo semplicemente appeso sulle sue spalle come un mantello, mentre spara da sotto di esso. È stato postulato che questi articoli di abbigliamento siano dirette manifestazioni fisiche di qualsiasi sistema utilizzi l'Hellsing per controllarlo, con la sua camicia di forza che rappresenta la sua vera natura. I suoi guanti, che sono incisi con il sigillo Hellsing (un pentagono decorato con simboli occulti e motti diversi, che recita: "Porta dell'inferno fermati/ Gott Mit Uns/And Shine Sky Now") sono anche pensati per far parte di questo meccanismo e potrebbero essere la fonte stessa del controllo su di lui da parte di Hellsing (i guanti distintivi di Alucard sono visibili nella maggior parte delle sue trasformazioni, anche quando il vampiro stesso non è in una forma umanoide).
Tuttavia, in Hellsing OVA II, nella scena del flashback in cui Alucard ricorda di essere stato picchiato da Abraham Van Hellsing, Alucard è ancora visto indossare questi guanti, nonostante il fatto che non fosse ancora sotto il loro controllo. Questo è un errore di trasposizione, perché nel manga mostra normali guanti bianchi. Nel suo stato finale, Alucard ritorna alla sua forma originale di quando era ancora Vlad III Dracula. In questa forma è apparso come se stesso, a 45 anni, con una folta barba e baffi. Indossava anche una pesante armatura medievale con un enorme mantello lacero e portava una lunga spada. Tuttavia, ben presto tornò alla sua forma normale per combattere Anderson. La quantità gigantesca di eserciti che lo hanno accompagnato in questo stato, insieme alle anime di ogni singola persona di cui abbia mai bevuto il sangue, accompagna anche questa forma.
Alcuni fan sostengono che la famiglia Hellsing abbia soppresso i suoi poteri, sigillandoli in un corpo molto più piccolo, al fine di condurre esperimenti scientifici su di lui, rendendolo infine il vampiro che è nel manga. Altri dicono che ha scelto questa forma di sua spontanea volontà, semplicemente perché può assumere qualsiasi forma. In un flashback nel volume 4 del manga Hellsing, possiamo vedere il giovane Walter al fianco di un Alucard adulto dopo la distruzione del programma nazista di ricerca sui vampiri. Nel volume 9, nella sua forma 'Girlycard', Alucard ammette anche:
(Alucard dopo aver distrutto il Millennium)
Ciò potrebbe indicare che l'aspetto di Alucard è deciso principalmente da Alucard stesso. Inoltre, in Hellsing: The Dawn, capitolo 5, egli afferma:
Per riassumere, i livelli di restrizione non sono solo indicatori dei crescenti poteri di Alucard, ma hanno anche un effetto sul suo aspetto e i suoi stili di lotta. Fino al livello 1, Alucard di solito prende la sua forma di Conte: anche con la sua nuova personalità, prende ancora la forma che una volta aveva come Conte Dracula. (Si può presumere che il vampiro veda ciò come una forma che si addice al suo essere mostruoso.) In questo stato, si batte di solito con le sue armi, usando le mani nude solo contro obiettivi umani o solo per finire le sue vittime impalandole.
Nel suo livello 1, indossa di solito la camicia di forza di pelle nera, vista su di lui prima che Integra metta in libertà il vampiro dalla sua prigionia nel seminterrato nel maniero Hellsing. Questa forma sembra essere la sua più forte, perché egli stesso l'ha usata contro Luke Valentine (ammesso che fosse un avversario molto potente), Tubalcain Alhambra (i cui poteri hanno divertito Alucard), Alexander Anderson (quando il sacerdote ha usato il Chiodo di Elena) e il vampirizzato Walter. In questa forma, il vampiro sembra preferire combattere corpo a corpo, anche se può usare armi da fuoco. È anche probabile che possa evocare il Mastino Infernale in questo stato.

## Identità
La vera identità di Alucard, che sia nella storica Vlad Țepeș o il conte Dracula, è solo accennato nei volumi precedenti. Tali accenni iniziali includono il suo nome anagrammato (Alucard non è altro che Dracula letto al contrario), il titolo della serie e il nome di Integra e della propria famiglia e l'impalamento degli ufficiali GATE nel volume 3. Da lì, i suggerimenti diventano molto meno vaghi, e la sua identità di conte Dracula viene portata alla luce. Nel volume 4, in sogno Alucard ricorda la sua sconfitta per mano di Abraham Van Hellsing, che ha segnato l'inizio della sua servitù alla famiglia Hellsing. Nel volume 7, la narrazione allude all'arrivo del conte di Londra a bordo della Demeter, dal romanzo Dracula di Bram Stoker.
Nel volume 8, la sua piena identità di Conte Vlad Tepes è visibile quando Integra pone il suo livello di controllo a zero e lo saluta con "Bentornato, signor conte." Una volta ripristinato il corpo che aveva al momento dalla sua "morte" all'età di 45 anni, richiama orde massicce di anime che aveva divorato nel corso dei secoli. Questi includono il proprio esercito di Valacchia, contadini, giannizzeri turchi, cavalli da guerra, e altri. Durante la sua battaglia con Anderson, Alucard paragona spesso il suo rivale all'uomo che lo ha sconfitto un centinaio di anni fa: Abraham van Hellsing.
Inoltre, in 100 Swords, i protagonisti sono altri di cui parla Alucard: Abraham van Hellsing, Jack Seward, Quincey Morris, e Arthur Holmwood (Jonathan Harker è stranamente omesso). L'ultimo capitolo del volume 8 - Castlevania - consiste in un flashback della vita di Alucard e la "morte" da voivoda di Valacchia, Vlad III Dracula. Un'altra indicazione del fatto che Alucard sia Vlad è il fatto che impali spesso le sue vittime, il sacerdote e Leif a mani nude nel volume 1, gli ufficiali GATE in Brasile su aste di bandiera nel volume 3, Rip Van Winkle con il suo moschetto nel volume 5 e centinaia di vittime a Londra durante l'assedio del Millennium.
La maggior parte di queste rivelazioni non sono presenti nella serie TV. Tuttavia, l'episodio finale non dispone di un riferimento visivo a Vlad Tepes, e Alucard si riferisce al suo nome come "un po' un enigma" prima di combattere. Ci sono pochi riferimenti evidenti al personaggio del Conte Dracula. Anche negli ultimi minuti di Incognito nell'ultimo episodio dell'anime, che poi viene impalato. Impalare i suoi nemici era pratica comune di Vlad III l'Impalatore (Vlad Tepes, noto anche come Dracula). Inoltre, dopo la sconfitta di Incognito, in primo piano si vede Alucard con mezza faccia avvolta d'ombra. Quando i lampi la illuminano, l'altra metà del suo volto si rivela essere quella dell'Impalatore.

## Forme
- Il primo aspetto che Alucard aveva in entrambe le serie era una specie di camicia di forza in pelle nera, che gli costringeva le braccia bloccate dietro la schiena. Si liberò dai legacci al fine di proteggere Integra Hellsing dalla morte, dopo averne bevuto il sangue. L'aspetto di Alucard è cambiato da allora, ma ogni tanto riutilizza questa forma: l'ha usata nella sua lotta con Luke Valentine, nel suo combattimento con Alhambra Tubalcain, quando si è schiantato sul ponte della Eagle, quando finalmente è riuscito ad uccidere Anderson e durante la sua lotta con Walter C. Dornez.
- Durante la seconda guerra mondiale, quando è arrivato a Varsavia, Alucard ha assunto la forma di una ragazzina di 14 anni, conosciuta come "Girlycard". Anche se ha cambiato il suo aspetto, Alucard ha mantenuto una voce maschile. In questa forma, Alucard indossa un cappello di pelliccia, un completo bianco, un cappotto dello stesso colore e come arma ha una Thompson Sub-Machine Gun.
- Quando è stato inviato da Integra Hellsing a Rio de Janeiro, in Brasile, insieme a Seras Victoria e Pip Bernadotte, ha cambiato il suo aspetto per somigliare ad un uomo d'affari. Solo i vestiti di Alucard sembrano cambiare qui: i suoi capelli sono come prima che Abraham Van Helsing lo sconfiggesse, indossa un abito grigio scuro con un lungo cappotto che porta solo sulle spalle, con gli occhiali da sole che indossa di solito.
- Alucard è il conte Dracula, il re dei vampiri e il primo vampiro mai esistito, il che significa che quando era umano era il temibile Vlad l'Impalatore. La vera forma di Alucard è l'aspetto che aveva allora, e quando assume tale aspetto, indossa una splendente armatura d'argento e un largo mantello nero (rosso all'interno). In questa forma, porta anche una barba rada e baffi sottili. Infatti, quando torna da Integra e Seras Victoria a Londra, Seras nota in maniera piuttosto impacciata e comica: «Master, non sapevo che avessi la barba e i baffi.»
- La forma da lui più usata è quella di Conte Dracula. È possibile che Alucard abbia imitato questo abbigliamento da Abraham Van Helsing, che indossava una divisa simile nel flashback di Alucard nell'OVA 2. Alucard usa la sua forma di Conte per la maggior parte della storia di Hellsing, ma indossa il cappello solo fino all'OVA 3, e gli occhiali fino all'OVA 4. Manipola a volte questa forma, aumentando la lunghezza del capo del cappotto, anche dopo aver raggiunto i suoi piedi, o semplicemente indossa il cappotto senza avere le braccia attraverso le maniche e sulle spalle, come fa quando raggiunge l'Eagle nell'OVA 4. Anche se in "The Dawn" Alucard usa la sua forma "Girlycard", nei titoli di coda dell'OVA 3, Alucard è visto nella sua forma di Conte, mentre viene ucciso dai nazisti, rigenerandosi poco dopo. Torna nella forma preferita anche a metà del suo scontro con Anderson, giusto dopo aver abbandonato la sua forma originale di Vlad Tepes.
- Nel volume 1 del manga, Alucard indossava un full-length trench che, essendo abbottonato, andava a coprire la maggior parte del suo volto (appena al di sotto degli occhi). Tuttavia, dopo aver ricevuto molte critiche da parte dei lettori dicendo che aveva troppe somiglianze ad altri personaggi al di fuori di Hellsing (in particolare Vash the Stampede) Kouta Hirano ha ridisegnato Alucard con nel suo stile attuale.